# Martin Crowe
Martin Crowe, född 21 juni 1923, död 3 juli 2011, var en australisk friidrottare. Han deltog vid olympiska sommarspelen 1956.